# Felix the Cat
Felix the Cat (inizialmente chiamato Master Tom e noto in Italia anche come Mio Mao) è un personaggio immaginario creato nel 1917 negli Stati Uniti dall'animatore Otto Messmer modellato sulla figura di Charlot per lo studio di Pat Sullivan ed è uno dei grandi personaggi del cinema di animazione statunitense degli anni Venti protagonista di cortometraggi oltre che di una serie a fumetti pubblicata fino al 1967.
Primo vero divo del mondo dell'animazione, ha raggiunto da subito un successo planetario, godendo negli anni venti del Novecento di una popolarità pari a quella di Charlot. A metà strada tra Krazy Kat di George Herriman, creato un decennio prima, e Oswald il coniglio fortunato e Topolino di Walt Disney (si ritiene che questo personaggio abbia influenzato Disney per la realizzazione di Oswald e di Topolino) il personaggio prodotto dai Pat Sullivan's Studios fu il più grande successo e la prima star nel mondo dei cartoon negli anni del cinema muto e un grande successo anche nei fumetti.
Nacque nel 1919 nel cortometraggio Feline Follies, animato da Otto Messmer e prodotto da Pat Sullivan. Il successo continua negli anni cinquanta arrivando a produrre 264 cortometraggi animati per la televisione che verranno distribuiti in tutto il mondo. Nel 1988 venne realizzato un lungometraggio a cartoni animati. Sia nei cartoni animati che nei fumetti, il personaggio è un gatto dotato di una logica assurda e surreale protagonista di storie ambientate sullo sfondo della vita di tutti i giorni così come in contesti surreali o fantascientifici. Inaugurò il primo esperimento di trasmissione televisiva tentato dalla N.B.C. negli Stati Uniti nel 1930.

## Cinema

### Cortometraggi
Il personaggio esordisce nel cortometraggio “Feline Follies”. Felix vive in un mondo abbastanza normale popolato da esseri umani e da animali antropomorfi (del resto anche lui è un gatto nero antropomorfo), con i guai quotidiani che possono capitare a qualsiasi essere umano. Probabilmente questo fu il segreto del successo del personaggio, oltre alla tecnica di animazione e alla qualità superiore del prodotto per l'epoca, inoltre, Felix può interagire ad esempio con i punti esclamativi che gli escono dalla testa quando è meravigliato, e utilizzarli come delle mazze da baseball.
Il successo di Felix durò fino alla fine degli anni venti con l'arrivo del cinema sonoro e di Topolino. Pat Sullivan si rifiutò di far parlare Felix e anzi per protesta bloccò la serie, ma nel 1933 annunciò di voler cominciare a produrre la serie cinematografica sonora. Purtroppo Sullivan morì di lì a poco lasciando il progetto incompiuto ma la serie riprese vita negli anni '50 grazie a Joe Oriolo (il creatore di Casper), un allievo di Messmer, che fece delle modifiche grafiche e di adattamento del personaggio (un simpatico gatto sorridente e ottimista) per adattarlo alle televisione per bambini. Nel 1977 Otto Messmer and Felix the Cat, un documentario di John Canemaker, attribuì la paternità del Gatto Felix ad Otto Messmer.
Dal 1936 gli autori di Felix decisero di riadattare i film muti con il sonoro e le voci originali che si sono susseguite negli anni per Felix sono di:
- Mae Questel (1936)
- Jack Mercer (1958–1961)
- Chris Phillips (1988)
- Thom Adcox-Hernandez/Charlie Adler (1995–1997)
- Fred Newman (2004)
- Dave Coulier
- Carlos Alazraqui

In Italia 260 cortometraggi della serie di cartoni animati prodotti tra il 1919 e il 1958 vennero trasmessi dalla televisione (Rai e varie reti locali) tra gli anni '70 e gli anni '90.

### Lungometraggi
- Il leggendario gatto Felix (Felix the Cat: The Movie) (1989) distribuito in Europa nel 1989 e negli Stati uniti nel 1991[10][11];
- Felix salva il Natale (Felix Saves Christmas) (2004).

## Fumetti

Versione moderna

Nel 1923 il distributore di strisce a fumetti King Features Syndicate chiese a Pat Sullivan di realizzare avventure del personaggio a fumetti. Della cosa viene incaricato l'animatore Otto Messmer e, dopo 4 anni dalla sua comparsa come cartone animato, esordisce il 19 agosto 1923 nelle tavole domenicali a fumetti prima in Gran Bretagna sul The Daily Sketch e poi negli USA e successivamente esordice nelle strisce quotidiane il 9 maggio 1927. Il principale autore è Messmer insieme a collaboratori alle sceneggiature come Jack Mendelsohn e da disegnatori come Jack Bogle, Bill Holman e Ed Cronin.
Le tavole domenicali vengono realizzate fino al 1943 mentre le strisce giornaliere dal 1955 vengono realizzate da Joe Oriolo che le proseguirà fino al 9 gennaio 1967. Vengono anche realizzate storie per i comic book pubblicati dalla Dell, Toby Press e Harvey e sempre disegnati ancora da Messmer ed Oriolo. Le storie sono semplici, surreali e divertenti e si svolgono negli ambienti più diversi a contatto con personaggi umani o animali. Non durano più di trenta strisce.
In Italia la serie a fumetti venne importata dal Corriere dei piccoli che ribattezzò il personaggio come Mio Mao, (solo omonimo dei personaggi animati in plastilina) nel 1923 diventando uno dei personaggi a fumetti più amati del periodo; tra il 1926 e il 1940, anni in cui fu pubblicato dalla rivista in modo continuativo e, alla fine della guerra, fu ripreso dal Giovedì tra il 1945 e il 1946. Tra le altre pubblicazioni: un'edizione antologica dell'editore Garzanti nel 1965 e della Arnoldo Mondadori Editore nella rivista Il Mago e una collana di albi a fumetti con storie originali prodotte in Italia prima dalle Edizioni Bianconi e successivamente dall'Editoriale Metro.

## Doppiaggio
In inglese si sono seguiti diversi doppiatori a prestare la voce al personaggio. Il primo a doppiarlo è stato Harry Edison che lo ha interpretato tra il 1929 e il 1930. In seguito il felino è stato doppiato da: Walter Tetley (1936), Jack Mercer (dal 1959 al 1962), Ken Roberts (1959), Rick Davis (dal 1975 al 1977), David Kolin (1988), Jim Pike (1990), Thom Adcox-Hernandez (1995), Charlie Adler (1996), Don Oriolo (dal 2000 al 2001), Denise Nejame (dal 2000 al 2001, come Baby Felix), Dave Coulier (2004) e infine da Lani Minella (2010).
Nella versione giapponese di Baby Felix & friends viene doppiato rispettivamente da Toshihiko Seki e Yumi Tōma (come Baby Felix).
In Italia il personaggio è stato invece doppiato da Willy Moser (nella prima parte del primo doppiaggio degli episodi della serie del 1958), Monica Ward (nella seconda parte del primo doppiaggio degli episodi della serie del 1958 e in seguito anche in quella del 1995) e da Simone Crisari (nel secondo doppiaggio della serie del 1958). Invece sia in Felix in salva il Natale che in Baby Felix & friends viene interpretato da Giuliano Santi. In quest'ultima serie Baby Felix è doppiato da Monica Bertolotti.

## Televisione
Sono state prodotte tre serie televisive:
- Il gatto Felix (Felix the Cat, 1958-1960)
- Le avventure di Felix il gatto (The Twisted Tales of Felix the Cat, 1995-1996)
- Baby Felix & friends (Baby Felix) (2000-2001)

Inoltre nel corso degli anni '70 venne realizzato un programma live action intitolato Felix the Cat Live (1975-1977):

## Impatto culturale

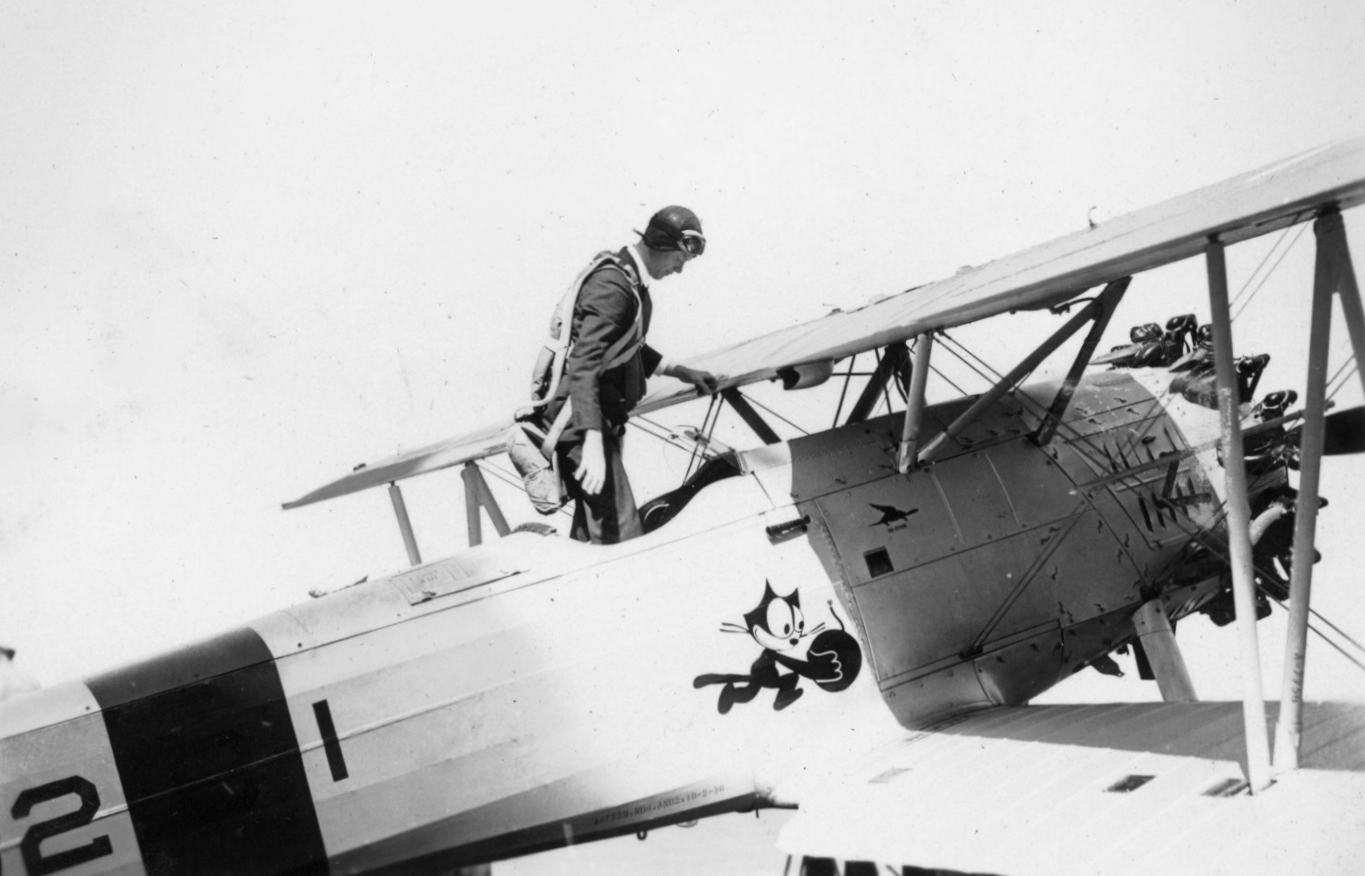
Lindbergh in un F3B con un disegno di Felix sulla USS Saratoga (CV-3) nel 1928

- Il prototipo di Felix apparve nel cortometraggio The Tail of Thomas Kat del 1917, da alcuni considerato, erroneamente, il primo cartoon di Felix.
- Diverse scene del cartone appaiono sulla sigla iniziale di Futurama.
- Nel film Batman - Il ritorno appare in alcune scene, come parte della scenografia, sotto forma di simbolo o statua, la testa di un gatto dei cartoni animati con un sorriso chiaramente ispirato a Felix.
- Un pupazzo di Felix appare nel videoclip del brano My Favourite Game dei The Cardigans.
- Nel film Ritorno al futuro nelle prime scene appare il celebre orologio a pendola da muro con le sembianze di Felix.